# Nationale Kommission für Öffentliche Sicherheit

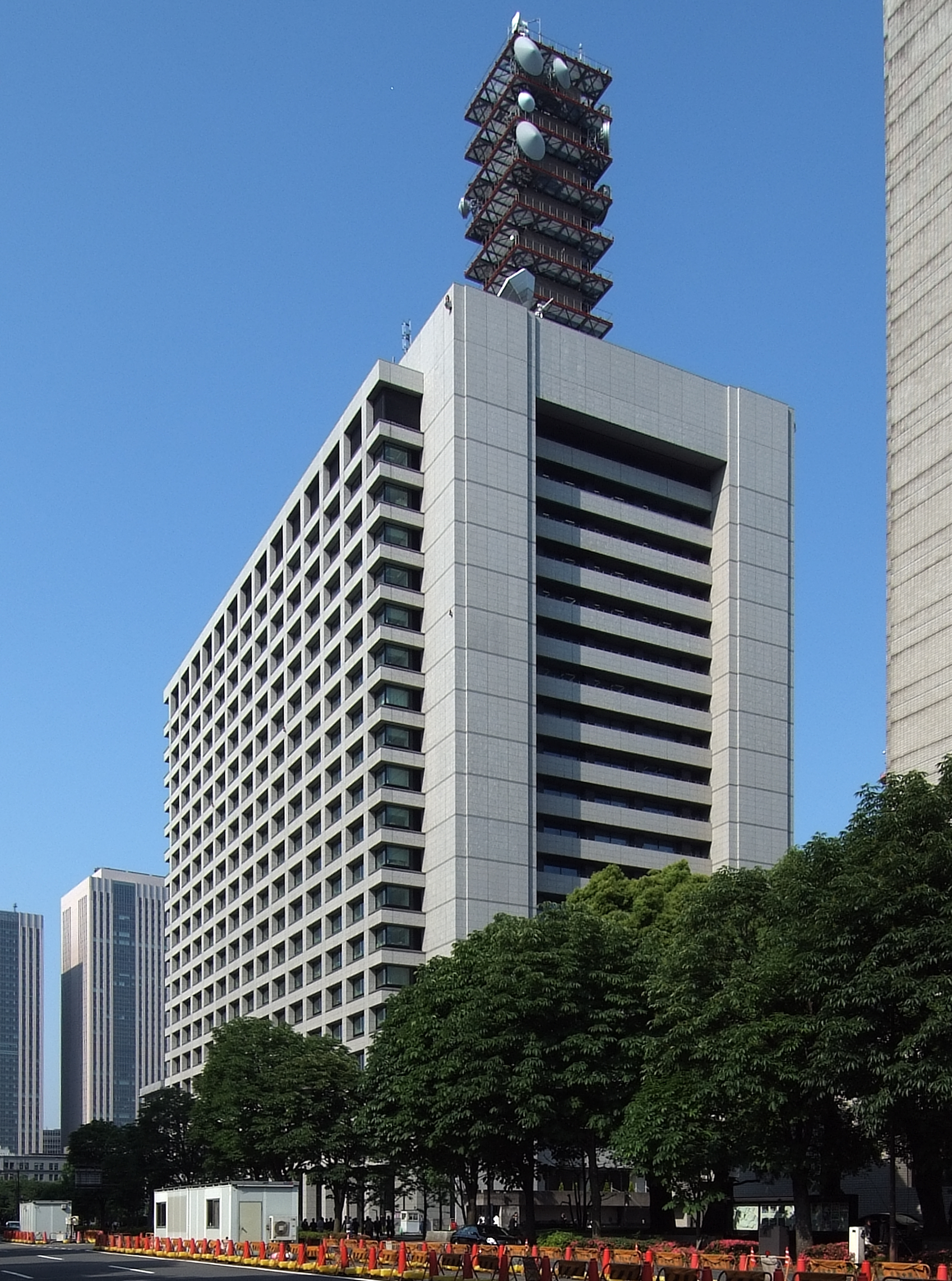
Zentrales Regierungsgebäude Nr. 2 in dem u. a. auch die Kommission ihren Sitz hat

Die Nationale Kommission für Öffentliche Sicherheit (jap. 国家公安委員会, kokka kōan iinkai) ist ein Organ der japanischen Regierung zur zentralen Überwachung der Polizei.
Sie wurde in heutiger Form nach dem Polizeigesetz von 1954 gemeinsam mit der Polizeibehörde (警察庁, keisatsu-chō) geschaffen. Ein gleichnamiger Vorläufer existierte bereits unter dem Polizeigesetz von 1948, um die zivile Kontrolle über die Polizei sicherzustellen und die Macht des früheren Innenministeriums (内務省, naimu-shō) einzuschränken. Die Kommission besteht aus einem Vorsitzenden, der als Staatsminister Teil des Kabinetts ist, und fünf weiteren Mitgliedern, die vom Premierminister mit Zustimmung beider Häuser des Kokkai für fünf Jahre ernannt werden. Sie befasst sich generell mit Sicherheitsfragen in der Verantwortung des Staates und insbesondere mit der Überwachung der Polizeibehörde als Ganzes: Sie legt Richtlinien fest und ernennt den Behördenleiter, sie hat jedoch keine direkten Einflussmöglichkeiten auf lokale Dienststellen oder einzelne Präfekturpolizeien. Auch wenn sie vom Premierminister berufen wird und formell dem Kabinettsbüro zugeordnet ist, arbeitet sie weisungsunabhängig vom Kabinett. Die Kommission soll sicherstellen, dass die Polizei und deren Ausbildung einheitlich, effizient und frei von politischer Einflussnahme arbeitet.

## Kommissionsmitglieder
Die derzeitigen Mitglieder der Kommission sind (Stand: 18. Dezember 2024):
- Manabu Sakai, Vorsitzender (Minister und Abgeordneter im Shūgiin), seit 1. Oktober 2024
- Yūsuke Yokobatake (ehemaliger Leiter des Legislativbüros des Kabinetts), Amtszeit: 27. Mai 2020 – 26. Mai 2025
- Midori Miyazaki (Professorin an der Chiba Shōka Daigaku), Amtszeit: 22. Februar 2021 – 21. Februar 2026
- Yukio Takebe (ehemaliges Vorstandsmitglied Mitsui Bussan), Amtszeit: 13. März 2022 – 12. März 2027
- Hirotomo Nomura (ehemaliger Vorsitzender Nikkei BP), Amtszeit: 5. März 2023 – 4. März 2028
- Hitomi Akiyoshi (ehemalige Leiterin des Obergerichts Takamatsu), Amtszeit: 18. Dezember 2024 – 17. Dezember 2029